# Tigrioides bicolor
Tigrioides bicolor är en fjärilsart som beskrevs av Augustus Radcliffe Grote 1864. Tigrioides bicolor ingår i släktet Tigrioides och familjen björnspinnare. Inga underarter finns listade i Catalogue of Life.